# Sinne állomás
Sinne (Sinnae) állomás a szöuli metró 6-os és Kjongcshun (Gyeongchun) vonalának állomása, mely Csungnang-ku (Jungnang-gu) kerületben található.

## Viszonylatok
| 6-os vonal                                                              | 6-os vonal                    | 6-os vonal                                 |
| ----------------------------------------------------------------------- | ----------------------------- | ------------------------------------------ |
| Ponghvaszan (Bonghwasan) Ungam (Eungam) felé                            | 6-os vonal                    | végállomás                                 |
| Kjongcshun (Gyeongchun) vonal                                           |                               |                                            |
| Mangu Kvangun (Gwangun) Egyetem vagy Cshongnjangni (Cheongnyangni) felé | Kjongcshun (Gyeongchun) vonal | Kalme (Galmae) Cshuncshon (Chuncheon) felé |